# العلاقات البالاوية الزيمبابوية
العلاقات البالاوية الزيمبابوية هي العلاقات الثنائية التي تجمع بين بالاو وزيمبابوي.

## مقارنة بين البلدين
هذه مقارنة عامة ومرجعية للدولتين:
| وجه المقارنة                                              | بالاو                         | زيمبابوي |
| --------------------------------------------------------- | ----------------------------- | --- |
| المساحة (كم2)                                             | 465                           | 390.76 ألف |
| عدد السكان (نسمة)                                         | 21.73 ألف                     | 16.53 مليون |
| الكثافة السكانية (ن./كم²)                                 | 4.67 ألف                      | 42.3 |
| العاصمة                                                   | نغيرولمود، كورور              | هراري |
| اللغة الرسمية                                             | لغة إنجليزية، اللغة البالاوية | لغة إنجليزية، اللغة الشونا، النديبيلية الشمالية ‏، لغة الشيشيوا، Barwe ‏، Kalanga language ‏، Tshwa language ‏، النداو ‏، اللغة التسونجا، لغة الإشارة الزيمبابوية ‏، اللغة السوتية، تونغا ‏، اللغة التسوانية، اللغة الفيندية، اللغة الكوسية |
| العملة                                                    | دولار أمريكي                  | دولار أمريكي |
| الناتج المحلي الإجمالي (بليون دولار)                      | 291.54 مليون                  | 17.85 مليار |
| الناتج المحلي الإجمالي (تعادل القوة الشرائية) بليون دولار | 326.12 مليون                  | 27.88 مليار |
| الناتج المحلي الإجمالي الاسمي للفرد دولار أمريكي          | 13.50 ألف                     | 924 |
| الناتج المحلي الإجمالي للفرد دولار أمريكي                 | 14.76 ألف                     | 1.79 ألف |
| مؤشر التنمية البشرية                                      | 0.780                         | 0.509 |
| رمز المكالمات الدولي                                      | +680                          | +263 |
| رمز الإنترنت                                              | .pw                           | .zw |
| المنطقة الزمنية                                           | ت ع م+09:00                   | ت ع م+02:00 |

## منظمات دولية مشتركة
يشترك البلدان في عضوية مجموعة من المنظمات الدولية، منها:
| علم المنظمة | اسم المنظمة                                 | تاريخ انضمام بالاو | تاريخ انضمام زيمبابوي |
| ----------- | ------------------------------------------- | ------------------ | --------------------- |
|             | مجموعة دول أفريقيا والكاريبي والمحيط الهادئ | ?                  | ?                     |
|             | مؤسسة التنمية الدولية                       | 16 ديسمبر 1997     | 29 سبتمبر 1980        |
|             | الأمم المتحدة                               | 15 ديسمبر 1994     | 25 أغسطس 1980         |
|             | البنك الدولي للإنشاء والتعمير               | 16 ديسمبر 1997     | 29 سبتمبر 1980        |
|             | منظمة حظر الأسلحة الكيميائية                | ?                  | ?                     |
|             | مؤسسة التمويل الدولية                       | 16 ديسمبر 1997     | 29 سبتمبر 1980        |
|             | وكالة ضمان الاستثمار متعدد الأطراف          | 16 ديسمبر 1997     | 10 أبريل 1992         |
|             | يونسكو                                      | 20 سبتمبر 1999     | 22 سبتمبر 1980        |

## وصلات خارجية
- موقع وزارة الخارجية الزيمبابوية